# 大熊座SU
大熊座SU （SU UMa）是北天拱極星座大熊座的密接聯星。它是一顆週期性的激變變星，其幅度從峰值的10.8等至基值14.96等不等。依據視差位移，該系統與地球的距離是4.53 mas，相當於719光年。它正以相對於地心每秒27公里的徑向速度遠離地球。
這顆變星是莫斯科天文台的利迪亞·采拉斯卡亞（L. Ceraski）在1908年發現的。它被分類為雙子座U型變星或矮新星。自1926年以來的觀測顯示，這顆變星經歷了兩種不同類型的噴發：亮度範圍在11.6－12.9星等的短週期，最大值持續約兩天，亮度範圍在10.4－11.8的長週期，最大值延長至13天。後者的事件被稱為"超級最大化" 。後續發現類似的矮新星，因此大熊座SU現在是這一子類變星的原型。
這是單譜線的光譜聯星，軌道週期1.83小時。它由白矮星組成，通過吸積盤從伴星那裏獲取物質。這個吸積盤不穩定，會定期的爆發，增加系統的亮度。對於大熊座SU，來自伴星的吸積率是9.8×10−13 M☉·yr−1。在白矮星附近發現X射線發射，在爆發時會下降4倍。理論認為這種發射來自白矮星與其吸積盤間的邊界層。

## 進階讀物
- Imada, Akira;  et al. . Publications of the Astronomical Society of Japan. October 2012, 64 (5, Letter No.5): 4. Bibcode:2012PASJ...64L...5I. arXiv:1210.1087 . doi:10.1093/pasj/64.5.L5.
- Udalski, A. . Astronomical Journal. July 1990, 100: 226. Bibcode:1990AJ....100..226U. doi:10.1086/115508.